# Układ o nierozprzestrzenianiu broni jądrowej
Układ o nierozprzestrzenianiu broni jądrowej (ang. Treaty on the Non-Proliferation of Nuclear Weapons, NPT; fr. Traité sur la non-prolifération des armes nucléaires; hiszp. Tratado sobre la no proliferación de las armas nucleares; ros. Догово́р о нераспростране́нии я́дерного ору́жия) – umowa międzynarodowa zabraniająca państwom posiadającym technologię budowy broni jądrowej przekazywania jej do państw, które tej technologii nie posiadają i jednocześnie zobowiązująca państwa, które jej nie posiadają do zaprzestania prób jej uzyskania. Artykuł VI zobowiązuje Strony do prowadzenia w dobrej wierze rokowań w sprawie skutecznych kroków mających na celu zaprzestanie w najbliższym czasie wyścigu zbrojeń jądrowych, w sprawie rozbrojenia jądrowego oraz w sprawie układu o powszechnym i całkowitym rozbrojeniu pod ścisłą i skuteczną kontrolą międzynarodową.
Układ został przedłożony do ratyfikacji 1 lipca 1968. Do końca 2003 roku ratyfikowało go 189 państw – więcej niż jakikolwiek inny traktat.

Państwa-sygnatariusze traktatu.
Podpisany i ratyfikowany
Państwo przystąpiło do układu
Państwo uznaje postanowienia, choć nie podpisało (Tajwan)
Państwo wystąpiło z układu (Korea Północna)
Państwo nie podpisało traktatu (Indie, Izrael, Pakistan, Sudan Południowy)

     Podpisany i ratyfikowany
     Państwo przystąpiło do układu
     Państwo uznaje postanowienia, choć nie podpisało (Tajwan)
     Państwo wystąpiło z układu (Korea Północna)
     Państwo nie podpisało traktatu (Indie, Izrael, Pakistan, Sudan Południowy)

## Idea
Państwa – strony biorąc pod uwagę zagrożenie płynące z możliwości wojny jądrowej zobowiązały się podjąć wysiłki dla zapobieżenia jej wybuchowi. Zdecydowały się współpracować w ułatwianiu stosowania środków zabezpieczających Międzynarodowej Agencji Energii Atomowej w zakresie pokojowego wykorzystania energii jądrowej. Głównym założeniem porozumienia jest wyeliminowanie rozprzestrzeniania broni jądrowej przez państwa już taką broń posiadające. Zadeklarowano jednak zasadę udostępniania korzyści i informacji naukowych związanych z wykorzystywaniem energii atomowej dla celów pokojowych.

## Wejście w życie
Układ o nierozprzestrzenianiu broni jądrowej został otwarty do podpisu 1 lipca 1968 w Londynie, Moskwie i Waszyngtonie. Wszedł w życie wg art. IX po złożeniu dokumentów ratyfikacyjnych przez trzech depozytariuszy oraz 40 innych państw, co nastąpiło 5 marca 1970. Jest otwarty dla wszystkich państw. Zawarty został na 25 lat. W maju 1995 na podstawie art. X decyzją sygnatariuszy został przedłużony bezterminowo. W 1998 r., pomimo iż Indie i Pakistan przeprowadziły próby nuklearne, prezydent USA Bill Clinton zapowiedział dążenie do całkowitego rozbrojenia, co zostało potwierdzone uchwałą Rady Bezpieczeństwa ONZ w tym samym roku. Do 2003 roku 188 państw podpisało i ratyfikowało NPT, w tym wszystkie państwa uznane za jądrowe przez układ i posiadające broń jądrową. Żaden inny instrument międzynarodowy nie był podpisany i ratyfikowany przez tak wiele państw.
Sporządzony w językach angielskim, chińskim, francuskim, hiszpańskim i rosyjskim. Zarejestrowany w Sekretariacie ONZ zgodnie z art. 102 Karty ONZ 25 maja 1970.
Układ o nierozprzestrzenianiu broni jądrowej podpisany został przez Polskę 1 lipca 1968, zaś ratyfikowany 3 maja 1969 roku. Złożenie dokumentów ratyfikacyjnych nastąpiło 12 czerwca 1969. Wszedł w życie w stosunku do Polski 5 marca 1970 roku.

## Stworzenie i podpisanie układu
Negocjacje rozbrojeniowe prowadzone pod auspicjami Narodów Zjednoczonych natrafiały na wiele trudności. Najpoważniejszą z nich była z pewnością zimna wojna – podział świata na dwa wrogie bloki, które dla własnego bezpieczeństwa i prestiżu nie chciały rezygnować z jakichkolwiek możliwości oddziaływania na środowisko międzynarodowe. Jednym z narzędzi polityki zagranicznej mimo zakazu agresji była wojna. Potencjał militarny, a szczególnie jądrowy, z jednej strony pozwalał stosować taktykę odstraszania przeciwnika, z drugiej prowadził do permanentnego napięcia w stosunkach międzynarodowych. Toteż zamiast się rozbrajać wiele państw (spośród których prym wiodły mocarstwa: ZSRR i USA) prowadziło badania nad produkcją coraz nowocześniejszej broni masowego rażenia i wielkim kosztem zwiększało siłę ognia własnych armii. Spowodowało to zagrożenie eskalacją każdego konfliktu do nuklearnego wymiaru niszczącego całą cywilizację.
Prób doprowadzenia do rokowań rozbrojeniowych dokonywały kolejne organy powołane przez ONZ: Komisja Energii Atomowej ONZ, Komitet Dziesięciu Państw, które jednak nie spełniły pokładanych w nich oczekiwań. Złą passę przełamał dopiero powołany na XVI sesji Zgromadzenia Ogólnego ONZ w 1961 Komitet Rozbrojeniowy 18 Państw, którego siedziba znajdowała się w Genewie (od 1962 Konferencja Komitetu Rozbrojeniowego 18 Państw). W latach 1969, 1975 i 1978 jego skład powiększono do 40 państw, w tym wszystkie dysponujące bronią jądrową. Komitet nie jest organem ONZ, ale utrzymuje z nią ścisłe kontakty. Co roku przedkłada Zgromadzeniu Ogólnemu sprawozdania ze swojej działalności i otrzymuje odeń wnioski i zalecenia dotyczące jego pracy. Większą od swoich poprzedników efektywność Komitet zawdzięcza porozumieniu radziecko-amerykańskiemu wyrażonym we wspólnej deklaracji uzgodnionych zasad rokowań rozbrojeniowych. Prace tego organu doprowadziły do podpisania kilku ważnych układów dotyczących zakazu nuklearyzacji w środowisku człowieka (atmosfera ziemska, przestrzeń kosmiczna, dno mórz i oceanów) w celach wojskowych, ograniczenia swobody przeprowadzania doświadczalnych wybuchów jądrowych oraz, czego tyczy się ten rozdział, do zawarcia Układu o nieproliferacji broni jądrowej.
Rozmowy prowadzone w Nowym Jorku i Genewie nie należały do najłatwiejszych. Ścierały się tam stanowiska Wschodu, Zachodu oraz państw niezaangażowanych. Wiele kontrowersji wzbudziła sprawa przekazywania broni jądrowej do dyspozycji wspólnego dowództwa bloków wojskowych. Projekt amerykański, gorąco popierany przez RFN, zawierał taką możliwość, natomiast ZSRR nie chciał się na nią zgodzić. Wobec tak zdecydowanej postawy USA ustąpiły. Także państwa niezaangażowane wysuwały własne postulaty na forum ONZ. Dotyczyły one głównie zrównoważenia wzajemnych zobowiązań i odpowiedzialności mocarstw atomowych oraz zapewnienia im większego bezpieczeństwa. Przedstawiciel Indii wskazywał, iż traktat nie może narzucać całej kontroli państwom nieatomowym pozostawiając równocześnie pełną swobodę tym, które taką broń już posiadają.
Na forum XXII sesji Zgromadzenia Ogólnego 48 państw, w tym ZSRR i USA, przedstawiło jeden wspólny projekt rezolucji. 12 czerwca został on zaakceptowany i Zgromadzenie Ogólne przyjęło rezolucję nr 2373 (XXII) zawierającą uzgodniony tekst Układu o nieproliferacji broni jądrowej oraz rekomendację przystąpienia do niego jak największej liczby członków ONZ. Miesiąc później Rada Bezpieczeństwa przyjęła rezolucję nr 255 (1968) formułującą gwarancje bezpieczeństwa dla państw nienuklearnych, które przystąpiły do układu.

## Szczegółowo o układzie
Sygnatariusze zostali podzieleni na grupę mocarstw nuklearnych (które wyprodukowały lub dokonały wybuchu jądrowego przed 1967 rokiem) oraz grupę państw nienuklearnych. Zgodnie z traktatem posiadają one różny zakres praw i obowiązków.

### Obowiązki państw nuklearnych
Jak mówi artykuł I, zobowiązują się one do nieprzekazywania komukolwiek bezpośrednio lub pośrednio broni jądrowej lub innych jądrowych urządzeń wybuchowych oraz kontroli nad taką bronią lub takimi urządzeniami wybuchowymi, jak również do nieokazywania pomocy, niezachęcania i nienakłaniania państw nie dysponujących bronią jądrową do produkowania jej lub uzyskania inną drogą oraz kontroli nad taką bronią lub urządzeniami wybuchowymi.
Z drugiej strony w artykule IV podkreśla się prawo wszystkich stron układu do rozwoju badań, produkcji i wykorzystania energii jądrowej dla celów pokojowych. Ich obowiązkiem ma być wzajemna pomoc w rozwijaniu pokojowego wykorzystania energii atomowej realizowana na podstawie porozumień przy zachowaniu międzynarodowych procedur kontrolnych. Zobowiązano się do podjęcia odpowiednich kroków, aby potencjalne korzyści wynikające z jakiegokolwiek pokojowego zastosowania wybuchów jądrowych były udostępnione po możliwie jak najniższej cenie, bez dyskryminacji państwom-stronom układu nie dysponującym bronią jądrową.
Na ten przepis powołuje się wiele krajów rozwijających się w celu wywarcia nacisku na sygnatariuszy, aby ułatwiły transfer technologii jądrowej. Wielu specjalistów podkreśla jednak, że pojęcie wyłącznie pokojowego użycia energii jądrowej jest iluzją, gdyż istnieje zbyt duże ryzyko wykorzystania jej do wytworzenia broni. W pojęciu mocarstw nuklearnych – one, jako posiadacze broni nuklearnej, nie stanowią żadnego zagrożenia, a nieproliferacja powinna polegać raczej na „trzymaniu broni jądrowej z dala od rąk nieodpowiedzialnych krajów”, dlatego też w Układzie nie znalazły się żadne konkretne ograniczenia liczby czy jakości ich zbrojeń.

### O rozbrojeniu
Pod naciskiem opinii publicznej, a także wielu państw (takie stanowisko przedstawił np. Meksyk), które czuły się zagrożone wyścigiem zbrojeń, wprowadzono do tekstu traktatu zobowiązanie mocarstw chociaż do prób osłabienia wyścigu zbrojeń.
Mówi o tym artykuł VI – każda ze stron układu zobowiązuje się do prowadzenia w dobrej wierze rokowań w sprawie skutecznych kroków mających na celu zaprzestanie w najbliższym czasie wyścigu zbrojeń jądrowych, w sprawie rozbrojenia jądrowego oraz w sprawie układu o powszechnym i całkowitym rozbrojeniu pod ścisłą i skuteczną kontrolą międzynarodową. Niestety przepis ten był systematycznie ignorowany – mocarstwa jądrowe nie spędziły ani jednego dnia na rokowaniach o generalnym i całkowitym rozbrojeniu.

### Obowiązki państw nienuklearnych
Te państwa przyjęły na siebie główne zobowiązania, czyli wyrzeczenie się broni jądrowej i przyjęcie ciężaru kontroli nad wyłącznie pokojowym charakterem wszelkiej swej działalności w dziedzinie energii jądrowej. Dokładnie, państwa nienuklearne mają obowiązek nieprzyjmowania od kogokolwiek, bezpośrednio lub pośrednio, broni jądrowej lub innych jądrowych urządzeń wybuchowych oraz kontroli nad taką bronią lub takimi urządzeniami wybuchowymi, a także nieprodukowania i nieuzyskiwania ich inną drogą oraz do nieubiegania się i nieprzyjmowania jakiejkolwiek pomocy w ich produkowaniu, o czym mowa w artykule II.
Zgodnie z artykułem III państwa te miały również przyjąć system środków zabezpieczających Międzynarodowej Agencji Energii Atomowej (International Atomic Energy Agency – IAEA), aby nie dopuścić do przekształcenia energii jądrowej przeznaczonej do celów pokojowych w broń jądrową lub inne jądrowe urządzenia wybuchowe (wynika z tego, że państwa uznane za nuklearne nie muszą poddawać kontroli międzynarodowej swoich programów). Zabronione zostało przekazywanie materiałów rozszczepialnych oraz urządzeń z tym związanych państwom niejądrowym bez wdrożenia w tę transakcję systemu zabezpieczeń IAEA. Kontrola ta jednak nie powinna utrudniać ekonomicznego i technicznego rozwoju sygnatariuszy oraz współpracy w dziedzinie pokojowego wykorzystania energii jądrowej. Państwa-strony zobowiązują się do zawarcia odpowiednich porozumień z IAEA (podpisało je ponad 100 państw).

## Państwa, które nie podpisały układu
Państwa te nie zostały wykluczone ze współpracy międzynarodowej w dziedzinie nuklearnej, a wręcz w stosunku do stron układu w pewnych aspektach są w korzystniejszym położeniu, ponieważ nie mają obowiązku poddania się tak dużej kontroli międzynarodowej.
W związku z dyskutowaną na forum ONZ koncepcją stref bezatomowych art. VII Układu gwarantuje, iż żadne z postanowień układu nie narusza prawa jakiejkolwiek grupy państw do zawierania regionalnych układów mających na celu zapewnienie całkowitej nieobecności broni jądrowej na ich terytoriach. Jedynymi państwami, które nie podpisały układu są Izrael, Indie, Pakistan i Sudan Południowy. Korea Północna, która przystąpiła do traktatu w 1985 roku, w kwietniu 2003 roku jednostronnie się z niego wycofała.

## Konsekwencje podpisania układu
Procedura inicjowania i akceptacji poprawek do układu wymaga zwołania konferencji (gdy zażąda tego przynajmniej jedna trzecia powiadomionych wcześniej o takiej propozycji stron), gdzie poprawki przyjmowane są większością głosów, w której dodatkowo znajdą się dysponariusze broni jądrowej i członkowie Rady Gubernatorów IAEA. Poprawka obowiązuje tylko stronę, która się na nią zgodziła. W kwestii implementacji traktat nie zawiera zbyt wielu postanowień – przewiduje konferencje przeglądowe odbywające się co 5 lat. Pierwsza z nich miała miejsce w 1975 roku. Wielu krytyków zarzuca twórcom to, że nie umieszczono ścisłej definicji broni nuklearnej ani nuklearnego materiału wybuchowego.
Zdaniem niektórych krajów zasada nieproliferacji służy utrzymaniu hegemonii Zachodu.

### Naruszanie postanowień
Główne założenia Układu dają pewną ochronę przed rozprzestrzenianiem się broni jądrowej, jednak mankamentem jest brak mechanizmów jego egzekwowania oraz brak woli politycznej mocarstw na samoograniczenie własnego potencjału nuklearnego. Niestety można znaleźć przykłady starania się o potajemne uzyskanie broni jądrowej przez sygnatariuszy (Koreę Północną).
Stany Zjednoczone, pomimo podpisania Układu, prowadzą program udostępniania posiadanej broni innym krajom NATO. Obecnie amerykańska broń jądrowa znajduje się na terytorium Belgii, Holandii, Niemiec, Turcji i Włoch. W czasie pokoju jest ona pod kontrolą amerykańskich żołnierzy, jednak w wypadku wybuchu wojny ma zostać przekazana państwu, na którego terytorium się znajduje. Takie działania są sprzeczne z założeniami Układu, choć państwa NATO nie zgadzają się z tą opinią. Również podpisany w 2008 roku układ o współpracy nuklearnej USA i Indii jest istotnym wyłomem w reżimie NPT. Tak szeroka współpraca na polu cywilnych i wojskowych technologii atomowych między jednym z sygnatariuszy Układu o nierozprzestrzeniani broni jądrowej a państwem niebędącym stroną tego układu, lecz posiadającym broń tego typu, budzi wiele kontrowersji.
Mimo wszystko, traktat ten stanowił ważny krok w budowaniu zaufania między Wschodem a Zachodem, i co za tym idzie przyczynił się do stabilizacji sytuacji strategiczno-wojskowej w skali globalnej. Układ ten ograniczając dostęp do broni jądrowej zmniejsza możliwość wybuchu dużego konfliktu z jej użyciem. Wyrażona w tym dokumencie koncepcja wspólnego bezpieczeństwa opiera się na założeniu, że wspólnym interesem i celem wszystkich państw jest ich przetrwanie w pokoju i dobrobycie.

## Układ w wizjach artystycznych
Próba naruszenia Układu przez radzieckich agentów jest przedmiotem powieści i nakręconego na jej podstawie filmu pt.
Czwarty protokół.